# Kostel svatého Lazara (Barcelona)
Kostel svatého Lazara, katalánsky Església de Sant Llàtzer nebo Capella de la Mare de Déu dels Malalts, je malý románský kostelík na Plaça del Pedró ve čtvrti Raval v Barceloně. Byl součástí nemocnice pro malomocné nacházející se na tomto místě mezi 12. a 15. stoletím.
Kostel byl postaven na konci 12. století. Je jednolodní s půlkruhovou apsidou. Klenba byla přestavěna na začátku 18. století kvůli špatnému stavu a zároveň byla přistavěna kaple na jižní straně. Roku 1913 byl uzavřen a později odsvěcen. V současnosti ho spravuje laické hnutí Sant'Egidio.
Je španělskou kulturní památkou lokálního významu.